# Frowin von Hutten († 1377)
Frowin von Hutten (* um 1308; † 7. März 1377 in Vollmerz) war ein deutscher Ritter und Amtmann.

## Leben
Frowin entstammt dem fränkischen Adelsgeschlecht derer von Hutten. Er war der Sohn von Hermann von Hutten (Amtmann zu Stolzenberg) und seiner Frau Gela. Seine Geschwister waren Friedrich und Margareta.
Frowin war in erster Ehe (1337) verheiratet mit Tamburg von Schlüchtern, gen. Katzenbiß. In zweiter Ehe (1355) war Frowin mit Luckhard (Luitgard) von Steckelberg verheiratet, der Tochter Hermanns von Steckelberg und der Patrisa Küchenmeister. Mit dieser Ehe entstand die Seitenlinie Hutten-Steckelberg. Aus seinen beiden Ehen gingen die Kinder Ludwig, Friedrich, Heinrich, Ulrich und Felicitas hervor. Da Frowin einen Neffen gleichen Namens hatte, tritt Frowin zum Teil als Frowin d. Ä. in Erscheinung.
Zusammen mit seinem Vater war Frowin Burgmann des Stift Fulda auf Burg Stolzenberg zum Schutze der Siedlung Stolzenthal (später Ortsteil Soden von Bad Soden-Salmünster). Später wurde Frowin Amtmann in Schwarzenfels und in Neuhof. Auf der Burg Werberg bei Brückenau war Frowin fuldischer Burgmann.
Frowin hatte umfangreichen Besitz und Einkünfte an vielen Orten in der Umgebung von Schlüchtern, so in Altengronau, Dittenbrunn, Elm, Emmersbach, Gundhelm, Herolz, Klesberg, Leibolds, Lindenberg, Marjoß, Mottgers, Neuengronau, Ramholz, Rohrbach, Rupboden, Sannerz, Schwarzenfels, Schweben, Speicherz, Veitsteinbach, Vollmerz, Wallroth, Weichersbach, Zeitlofs, Züntersbach. Über seine zweite Frau Luckhard gelangte er auch an eine Gülte zu Orb. Ebenfalls hatte Frowin ein würzburgisches Lehen zu Synn (Burgsinn). Im Rahmen einer Erbteilung mit seinen Neffen Konrad und Frowin erhielt er 1364 Güter im Quellgebiet der Kinzig und im Sinngrund. Sein Besitz war zum Teil Eigenbesitz, zum Teil zu Lehen. Lehensmann und Bediensteter war Frowin für das Stift Fulda, die Herren von Hanau sowie das Hochstift Würzburg. Seine zweite Frau war auch mit denen von Thüngen verwandt, so dass auch hier enge Beziehungen bestanden. Überdies schlossen die von Hutten 1360 mit denen von Thüngen ein Schutz- und Trutzbündnis an dem auch Frowin beteiligt war.
In den letzten Jahren seines Lebens verlegte Frowin seinen dauerhaften Wohnsitz in das „feste Haus“ (Burg) zu Vollmerz. Die Burg zu Vollmerz trug er 1375 den Herren von Hanau zu Lehen auf und räumte Hanau Öffnungsrechte ein. Dort starb er am 7. März 1377.
Mit seiner ersten Frau Tamburg ließ Frowin eine Begräbniskapelle in der Klosterkirche Schlüchtern errichten. Diese wurde am 20. April 1354 konsekriert. Dort fanden Tamburg und Frowin ihre letzte Ruhe. Die Grabsteine sind erhalten geblieben.